# Flâmine augustal

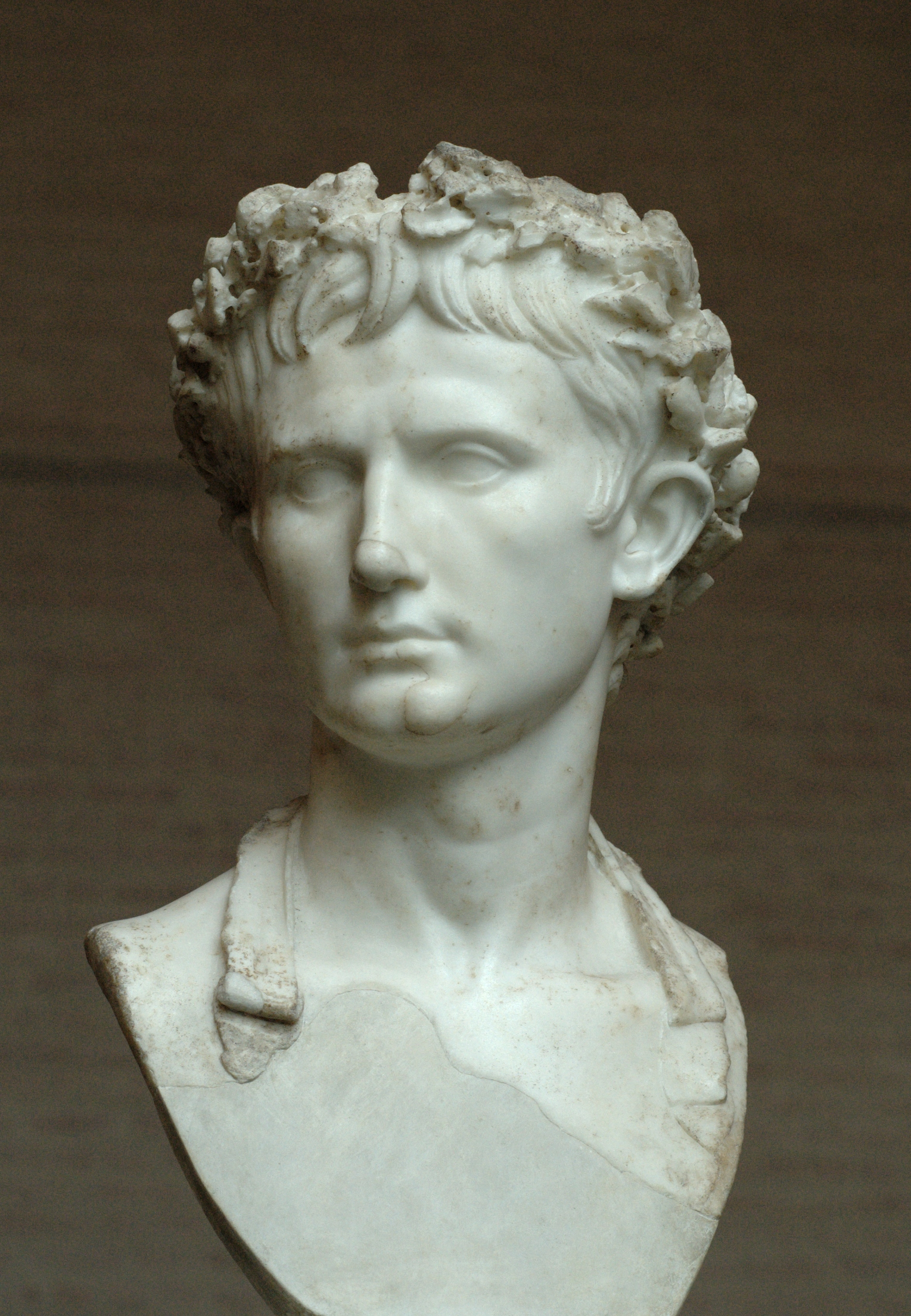
Augusto com a coroa cívica,
Gliptoteca de Munique

Flâmine augustal (em latim: flamen augustalis; pl. flamines augustales) ou flâmine do divino (em latim: flamen divi; pl. flamines divorum), na Roma Antiga, era um sacerdote instituído para a realização dos ritos sagrados provincianos vinculados à adoração da figura imperial. Eram patrícios e provavelmente foram nomeados, como os demais grandes flâmines, pelo imperador como pontífice máximo. Geralmente era uma posição ocupada por membros da família imperial tais como César Germânico e Nero, Silano, o Velho, Pertinax, etc.
A menção mais antigo ao flâmine imperial remonta ao período de Júlio César. Durante o reinado do imperador Augusto (r. 27 a.C.–14 d.C.), flâmines foram nomeados para o culto da figura imperial nas províncias, com o culto a Augusto estando proibido em Roma e na Itália. Com a morte de Augusto, contudo, Tibério (r. 14–37) instituiu a função de flâmine augustal, que viria a trabalhar conjuntamente com os sodais augustais, uma sodalidade sacerdotal responsável pelo culto a Augusto. Por vezes os sodais ocuparam a posição de flâmine.
Apesar de compartilharem o culto de Augusto, os sodais e flâmines não formaram um colégio, com os últimos permanecendo em relações diretas com o pontífice máximo, ou seja, o próprio imperador. Tal ponto verifica-se no fato de que outros imperadores deificados como Júlio César, Nerva e Trajano não possuíam sodais, enquanto os flâmines são atestados somente quando associados aos monarcas deificados, algo não verificável entre os sodais.